# Compagnie du Chemin de fer Pau–Oloron–Mauléon et du Tramway de Bayonne à Biarritz
Die Compagnie du Chemin de fer de Pau–Oloron–Mauléon et du Tramway de Bayonne à Biarritz (POM) betrieb das größte Lokalbahnnetz im Département Basses-Pyrénées.

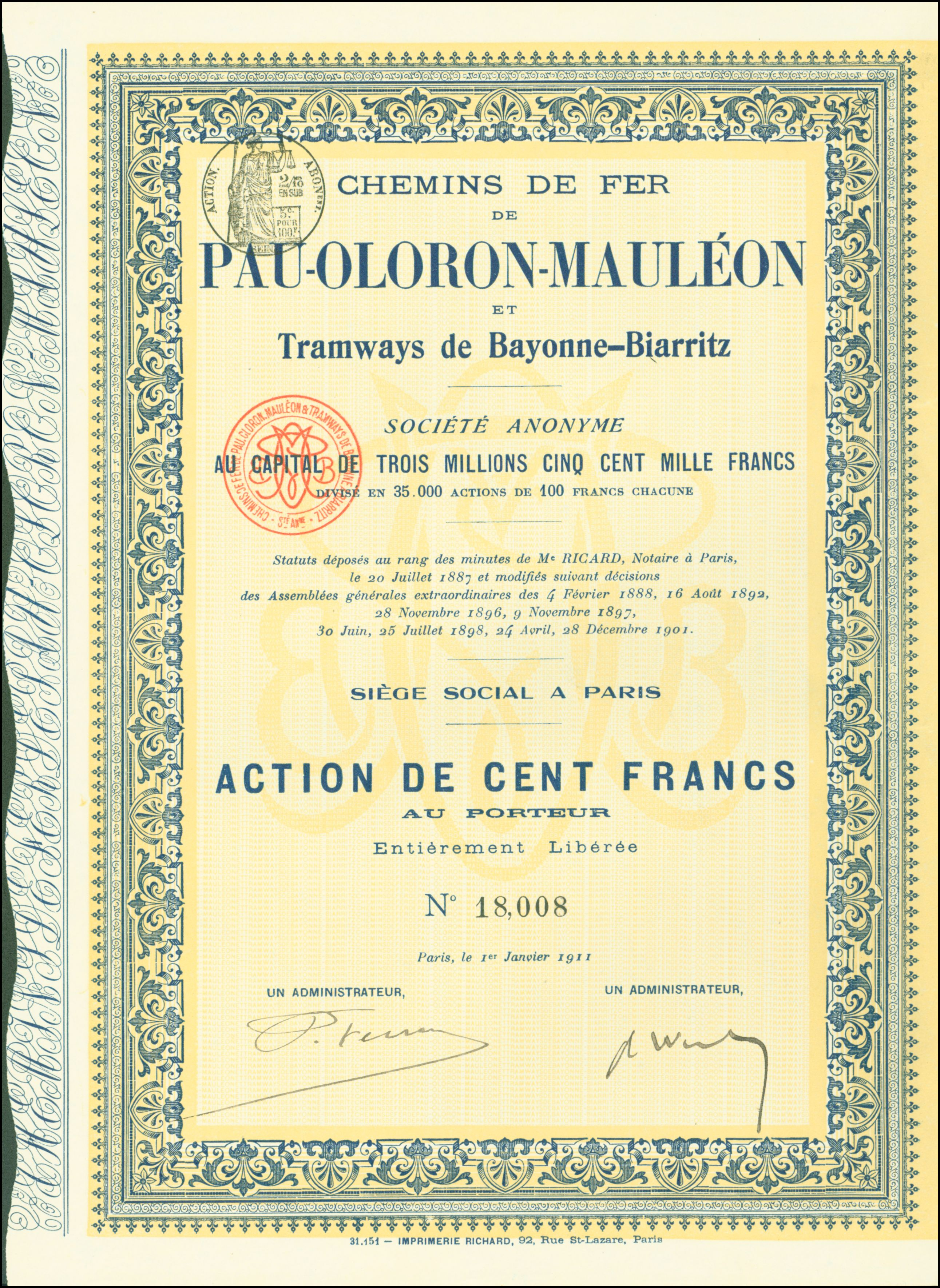
Aktie über 100 Francs der Compagnie du chemin de fer de Pau-Oloron-Mauléon et du tramway de Bayonne à Biarritz vom 1. Januar 1911

Im Jahr 1888 eröffnete die 1883 unter dem Namen Chemins de fer à voie étroite du Midi gegründete Gesellschaft, die sich seit 1887 Compagnie des Tramways de Bayonne au Lycée et à  Biarritz (BLB) nannte, zwischen der altertümlichen Stadt am Adour und dem Meeresstrand eine Bahnverbindung, deren meterspurige Gleise meist entlang der Straßen verlegt waren, während die elf Jahre ältere Compagnie du chemin de fer Bayonne–Anglet–Biarritz (BAB) weitgehend auf eigenem Bahnkörper fuhr. Von der BLB-Strecke zweigte in Bayonne, wo auch der innerstädtische Verkehr mitbedient wurde,  eine kurze Stichbahn von 1,4 Kilometern Länge zum Lycée de Marracq ab. Maximal alle 15 Minuten durchfuhr ein Zug binnen 31 Minuten die gesamte Strecke, während die Zweigbahn in den Anfangsjahren nur alle zwei Stunden verkehrte.
1898/1901 ging die BLB über an die Compagnie du Chemin de fer de Pau–Oloron–Mauléon et du Tramway de Bayonne à Biarritz (POM). Diese führte am 1. Februar 1914 den elektrischen Betrieb ein. Dafür standen 14 Trieb- und 22 Beiwagen zur Verfügung. Ausgangspunkt der Bahn in Bayonne war zunächst die Place d`Armes. Im Jahr 1924 wurde von hier eine – später zweigleisige – Strecke über den Adour in die Vorstadt St. Ésprit erbaut, wo sie ihren neuen Endpunkt am Bahnhof der Südbahn fand.
Die wachsende Konkurrenz durch Omnibusse und Privatkraftwagen führte immer mehr zu finanziellen Verlusten bei den Bahngesellschaften. Daher begann  man in den 1930er Jahren den Schienenverkehr nach und nach einzustellen. Das betraf allerdings nur die kurz nach der Jahrhundertwende eröffneten und nicht elektrifizierten Strecken mit einer Gesamtlänge von mehr als 200 Kilometern in den ländlichen Gebieten des Departements:
| Strecke                                                           | Länge | Eröffnung                                        | Schließung                                 |
| ----------------------------------------------------------------- | ----- | ------------------------------------------------ | ------------------------------------------ |
| Pau Gare Midi – Monein                                            | 25 km | * 1902                                           | † 1930                                     |
| Pau Centre – Pontacq                                              | 27 km | * Personenverkehr bis Espoey * 1902 Rest         | † 1930                                     |
| Pau Centre – Saint-Laurent-Bretagne – Garlin (– Aire-sur-l’Adour) | 48 km | * 1902 bis Morlaas * 1904 bis Garlin * 1907 Rest | + 1931                                     |
| Saint-Laurent-Bretagne – Lembeye                                  | 19 km | * 1905                                           | † 1929 Personenverkehr † 1930 Güterverkehr |
| Oloron-Sainte-Marie – Mauléon                                     | 43 km | * 1904                                           | † 1931                                     |
| Oloron-Sainte-Marie – Sauveterre-de-Béarn                         | 39 km | * 1901 Personenverkehr * 1902 Güterverkehr       | † 1930                                     |
| Verbindungsbahn Pau Centre – Pau Gare Midi                        | 6 km  | * 1902/04 (nur Güterverkehr)                     | † 1931                                     |

Schließlich wurde der Dampfbahnbetrieb in den Jahren 1930/31 völlig stillgelegt.
Hingegen wurden die kurz vor dem Ersten Weltkrieg renovierten elektrischen Bahnen des früheren BLB-Netzes von der POM zunächst weiter betrieben. Erst recht stellte man die auch hier vorgesehene Stilllegung zurück, als der Straßenverkehr seit dem Beginn des Zweiten Weltkrieges ab 1939 zahlreichen Beschränkungen unterworfen wurde.
Gegen Ende des Krieges übernahm 1944 die Régie Départementale des Transports en Commune Bayonne–Biarritz (TCBB) die Netze der BAB und der früheren BLB. Doch auch die Zusammenfassung in kommunaler Hand konnte den Rückgang des öffentlichen Nahverkehrs, den die beginnende Normalisierung der wirtschaftlichen Verhältnisse mit sich brachte, nicht aufhalten. So stellte die TCBB den Betrieb auf dem ehemaligen BLB-Netz im Jahr 1948 ein; nur die Gleise vom früheren BAB-Bahnhof zum BLB-Depot Beyris wurden noch bis Ende 1952 von Zügen der ehemaligen BAB-Strecke Bayonne–La Barre benutzt.